# モーガンの公準
モーガンの公準（モーガンのこうじゅん）とは、「低次の心的な能力によって説明可能なことは、高次の心的な能力によって解釈してはならない」という比較心理学における原則のこと。ロイド・モーガンによって提唱された。

精神の進化や発達のスケールにおいて、より低次の心的過程によって理解されるのであるならば、より高次の心的過程によって説明されるような動物の行動というものはありえない

## 概要
チャールズ・ダーウィンの進化論に刺激をうけて、ジョージ・ロマネスは心理面についても進化の観点から動物と人間を比較研究する比較心理学を立ち上げた。ロマネスは各地の動物民話をとりあげ人間と動物の心的能力の差異を検討した結果、そこに大きな差異がないとし人間と動物との連続性を主張した。しかしモーガンはその解釈を過剰な擬人主義であると批判し、モーガンの公準を打ち立てた。
この節約の原理によって、動物も心的体験を持つのではないか、動物は自身の行動の結果についての推論が可能である、という解釈に対し否定的な議論が長らく学会において支配的で、生理的な説明だけが科学的であるとされてきた。この風潮に対する批判としては、「そもそも低級であるとか高級であるとかについての客観的な基準がない」(Adams 1928)といった批判があった。
現在では賢馬ハンスのような過剰な心的能力の主張に対する批判として理解されている。